# Satsang
Satsanga, Satsangam, Satsang  (Sanskrt सत्सङ्ग sat = resnica, sangha = druženje, skupnost) v indijski filozofiji pomeni (1) druženje z "najvišjo resnico," (2) druženje z gurujem ali (3) druženje s skupino ljudi, ki posluša, govori in asimilira "resnico."  To po navadi vsebuje poslušanje ali branje svetih tekstov, odzivov na njih, razpravljanje o njih, asimiliranje njihovega pomena, meditiranje o bistvu teh besed ter vključitev njihovega pomena v vsakdanje življenje.  

Idejo satsanga so prvič razširili starodavni rišiji kot sta Vedavyasa in Valmiki, ki sta razložila njihov pomen na več različnih načinov.